# Філіппо Вейльйо
Філіппо Вейльйо (нар. 21 березня 1974) — колишній швейцарський тенісист.
Найвищу одиночну позицію світового рейтингу — 273 місце досяг 4 листопада 1996, парну — 105 місце — 8 березня 1999 року.
Найвищим досягненням на турнірах Великого шолома було 2 коло в одиночному розряді.

## Титули на челленджерах

### Парний розряд: (3)
| Ранг | Рік  | Турнір                             | Покриття | Партнер          | Суперники                      | Рахунок            |
| ---- | ---- | ---------------------------------- | -------- | ---------------- | ------------------------------ | ------------------ |
| 1.   | 1997 | Ньюкасл-апон-Тайн, Велика Британія | Ґрунт    | Оскар Буррієса   | Арно Клеман Родольф Жільбер    | 7–5, 4–0 ret.      |
| 2.   | 1999 | Гайльбронн, Німеччина              | Килим    | Міхаель Кольманн | Джастін Гімелстоб Кріс Вудруфф | 6–4, 6–7(3–7), 7–5 |
| 3.   | 1999 | Гамбург, Німеччина                 | Килим    | Міхаель Кольманн | Мартін Гарсія Крістіану Теста  | 6–4, 7–6(7–3)      |